# Боришув
Боришув (пол. Boryszów) — село в Польщі, у гміні Ґрабиця Пйотрковського повіту Лодзинського воєводства.
Населення — 419 осіб (2011).
У 1975-1998 роках село належало до Пйотрковського воєводства.

## Демографія
Демографічна структура станом на 31 березня 2011 року:
|          | Загалом | Допрацездатний вік | Працездатний вік | Постпрацездатний вік |
| -------- | ------- | ------------------ | ---------------- | -------------------- |
| Чоловіки | 209     | 46                 | 134              | 29                   |
| Жінки    | 210     | 45                 | 101              | 64                   |
| Разом    | 419     | 91                 | 235              | 93                   |